# 나로포민스키군

나로포민스키 군의 위치

나로포민스키군(러시아어: Наро-Фоминский район)은 모스크바주의 남서쪽에 위치한 군이다. 모스크바에서 북동쪽으로 30km 지점에 위치해 있다. 남서쪽으로 110km지점에 칼루가 주가 군의 서쪽에는 모자이스키 군, 북쪽으로는 오딘촙스키 군, 루스키 군이, 동쪽으로는 포돌스키 군, 북동쪽으로는 레닌스키군이 위치해 있다. 면적은 1929 km이다. 나로포민스키 군의 중심지는 나로포민스크이며, 베레야, 아프렐레프카가 위치해 있다.

### 나로포민스키의 군기
2002년 4월 26일에는 나로포민스키 군의 군기가 정해졌다.

## 인구
- 19만 2,500명

## 나로포민스키 군 출신의소비에트 연방의 영웅
- 드미트리 포고딘(Дмитрий Дмитриевич Погодин)
- 파벨 골로빈(Павел Георгиевич Головин)
- 예고르 고르시코프(Егор Гаврилович Горшков)
- 니콜라이 그리고리예프(Николай Иванович Григорьев)
- 미하일 칼린킨(Михаил Герисимович Калинкин)
- 알렉산드르 쿠르젠코프(Александр Георгиевич Курзенков)
- 세르게이 쿠르젠코프(Сергей Георгиевич Курзенков)
- 니키포르 마르코프(Никифор Николаевич Марков)
- 페트르 사모힌(Петр Яковлевич Самохин)
- 이반 트랍킨(Иван Васильевич Травкин)
- 니콜라이 실렌코프(Николай Николаевич Шиленков)